# Zwartkopcaique
De zwartkopcaique (Pionites melanocephalus) is een papegaaiachtige uit de familie papegaaien van Afrika en de Nieuwe Wereld (Psittacidae). De wetenschappelijke naam van de soort werd als Psittacus melanocephalus in 1758 gepubliceerd door Carl Linnaeus.

## Verspreiding en leefgebied
Deze soort komt voor in het noordelijk Amazonebekken; er worden twee ondersoorten onderscheiden:
- P. m. melanocephalus – zuidoostelijk Colombia en zuidelijk Venezuela via de Guiana's en noordelijk Brazilië
- P. m. pallidus (von Berlepsch, 1889) – van zuidelijk Colombia tot noordoostelijk Peru

## Status
De grootte van de populatie is niet gekwantificeerd maar de soort wordt omschreven als vrij algemeen. Op de Rode lijst van de IUCN heeft deze soort de status niet bedreigd.

## Afbeeldingen

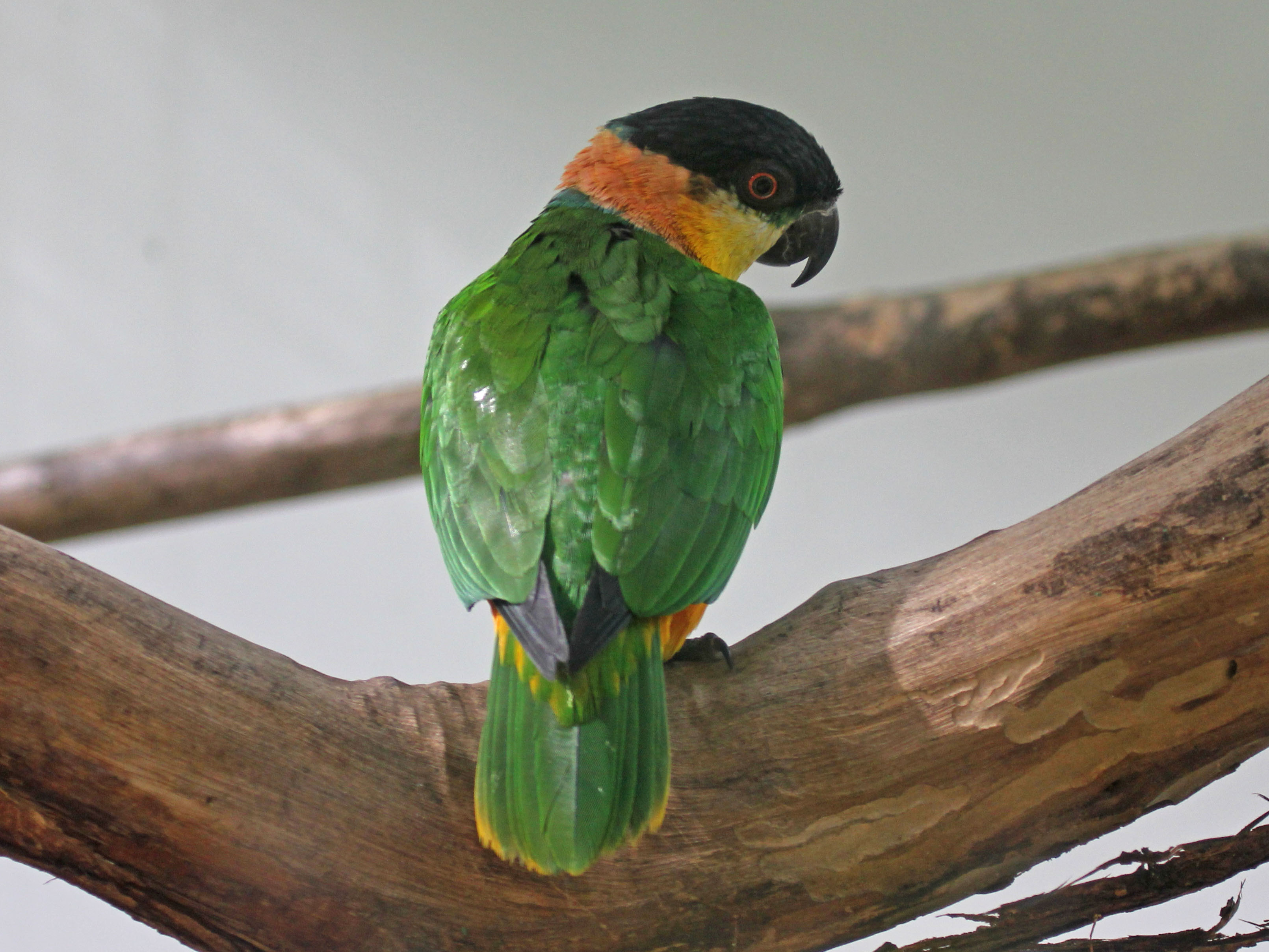
rug
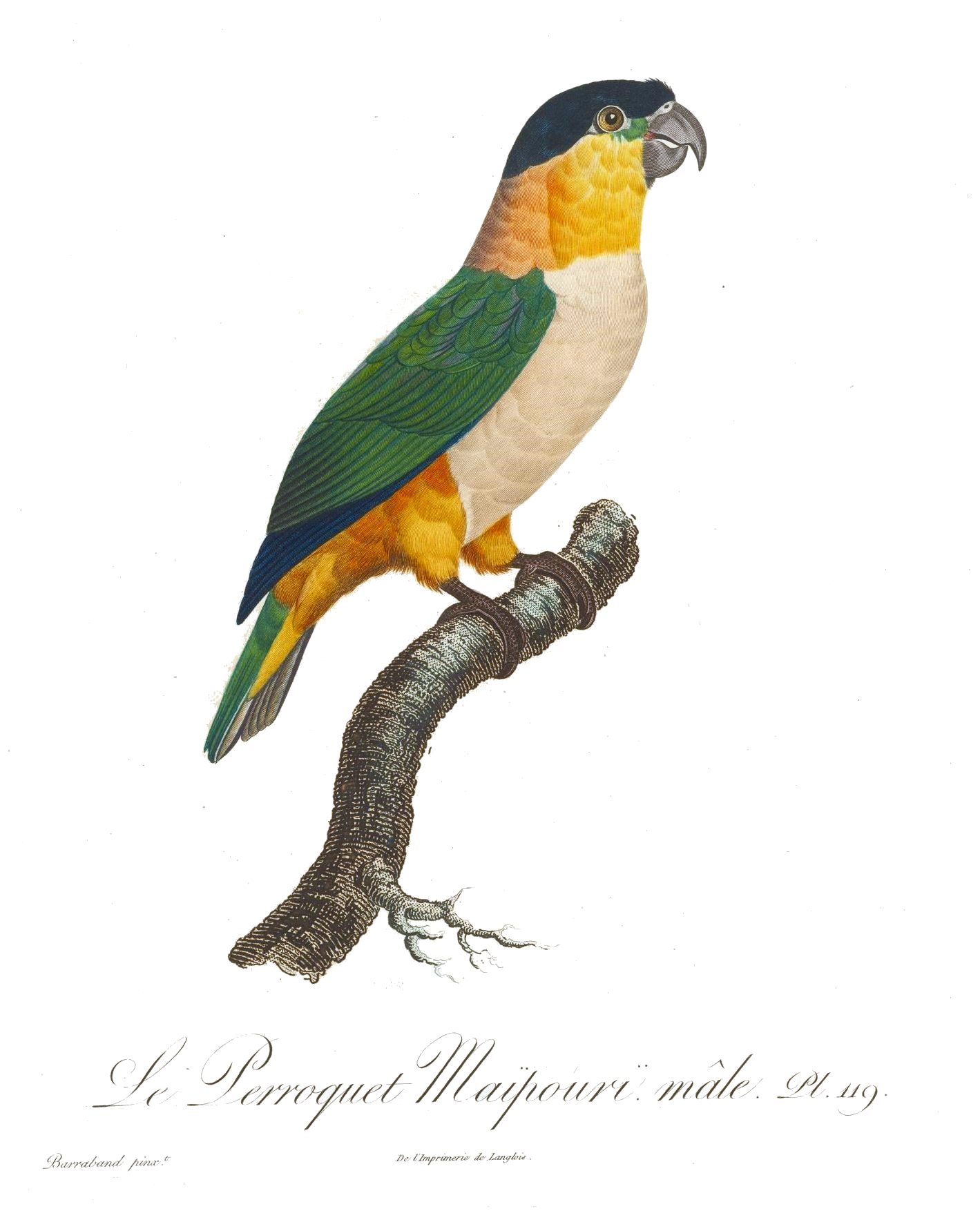
afbeelding uit Levaillant